# Agrilus ziegleri
Agrilus ziegleri é uma espécie de inseto do género Agrilus, família Buprestidae, ordem Coleoptera.
Foi descrita cientificamente por Niehuis, 2006.